# 尾崎俊介
尾崎 俊介（おざき しゅんすけ、1963年 - ）は、アメリカ文学者、愛知教育大学教授。

## 人物・来歴
神奈川県生まれ。慶應義塾大学文学部英文科卒、同大学院博士後期課程単位取得満期退学。大橋吉之輔に師事した他、非常勤で来ていた須山静夫に学んだ。
1992年愛知教育大学助手、95年助教授、2007年准教授、09年教授。2001年ペーパーバックの研究で福原賞受賞、2013年、師・須山静夫の思い出を描いた『S先生のこと』で日本エッセイストクラブ賞受賞。

## 著書
- 『紙表紙の誘惑 アメリカン・ペーパーバック・ラビリンス』研究社、2002
- 『アメリカをネタに卒論を書こう!』愛知教育大学出版会、2009
- 『S先生のこと』新宿書房、2013
- 『ホールデンの肖像　ペーパーバックからみるアメリカの読書文化』新宿書房、2014
- 『ハーレクイン・ロマンス　恋愛小説から読むアメリカ』平凡社新書、2019
- 『14歳からの自己啓発』トランスビュー、2023
- 『アメリカは自己啓発本でできている　ベストセラーからひもとく』平凡社、2024
- 『大学教授が解説 自己啓発の必読ランキング60 自己啓発書を思想として読む』KADOKAWA、2025

### 共著
- 『英語の裏ワザ 12 tips for mastering English』小泉直共著　愛知教育大学出版会　2007

## 論文
- Cinii